# バロン・ワカ
バロン・ディヴァヴェシ・ワカ（Baron Divavesi Waqa、1959年12月31日 - ）は、ナウルの政治家。2013年から2019年まで同国の大統領を務めた。2024年6月より太平洋諸島フォーラム(PIF)事務局長を務めている。
日本の外務省ではバロン・ディバベシ・ワンガと表記されている。以前は「バロン・ワガ」と書かれていた。外務省以外の報道では「バロン・ワカ」という表記が使われる。

## 来歴
ナウルのボエ地区に誕生し、18議席からなるナウル国会の議員となる。2003年の5月から8月までと2004年6月から2007年12月までルドウィグ・スコッティ大統領の下で教育大臣などを務めた。2013年6月に国会内で実施された大統領選挙で対立候補のローランド・クン (Roland Kun) に13対5で勝利し、第30代大統領に就任した。ナウルにおいて14人目の大統領に相当する。
大統領就任後、米国の人気女優で国際連合難民高等弁務官事務所特使のアンジェリーナ・ジョリーを国内にある難民施設を紹介するため、ナウルに招待した。また、中華民国（台湾）を訪問し、馬英九総統と会見し、台中市にある労働部で職業訓練の視察をした。
2015年5月、福島県いわき市で開催された第7回太平洋・島サミットに出席するため日本を訪問し、安倍首相と会談した。
2018年9月、自国で開催した太平洋諸島フォーラム(PIF)の年次首脳会議で議長を務める。会議中、中華人民共和国の特使の態度が常軌を逸していたとして批難、中国政府に謝罪を求めた。
2019年3月25日、ナウルを訪問した中華民国総統の蔡英文より、采玉大勲章を授与された。
2019年8月24日に執行されたナウル総選挙で落選し、大統領退任が決まった。
2024年6月4日にPIF事務局長に就任した。

## 人物
結婚しており、夫人の名はルイサ・ワカ (Louisa Waqa) という。また、彼は音楽が趣味で、政治家と同時に作曲家としても活動している。

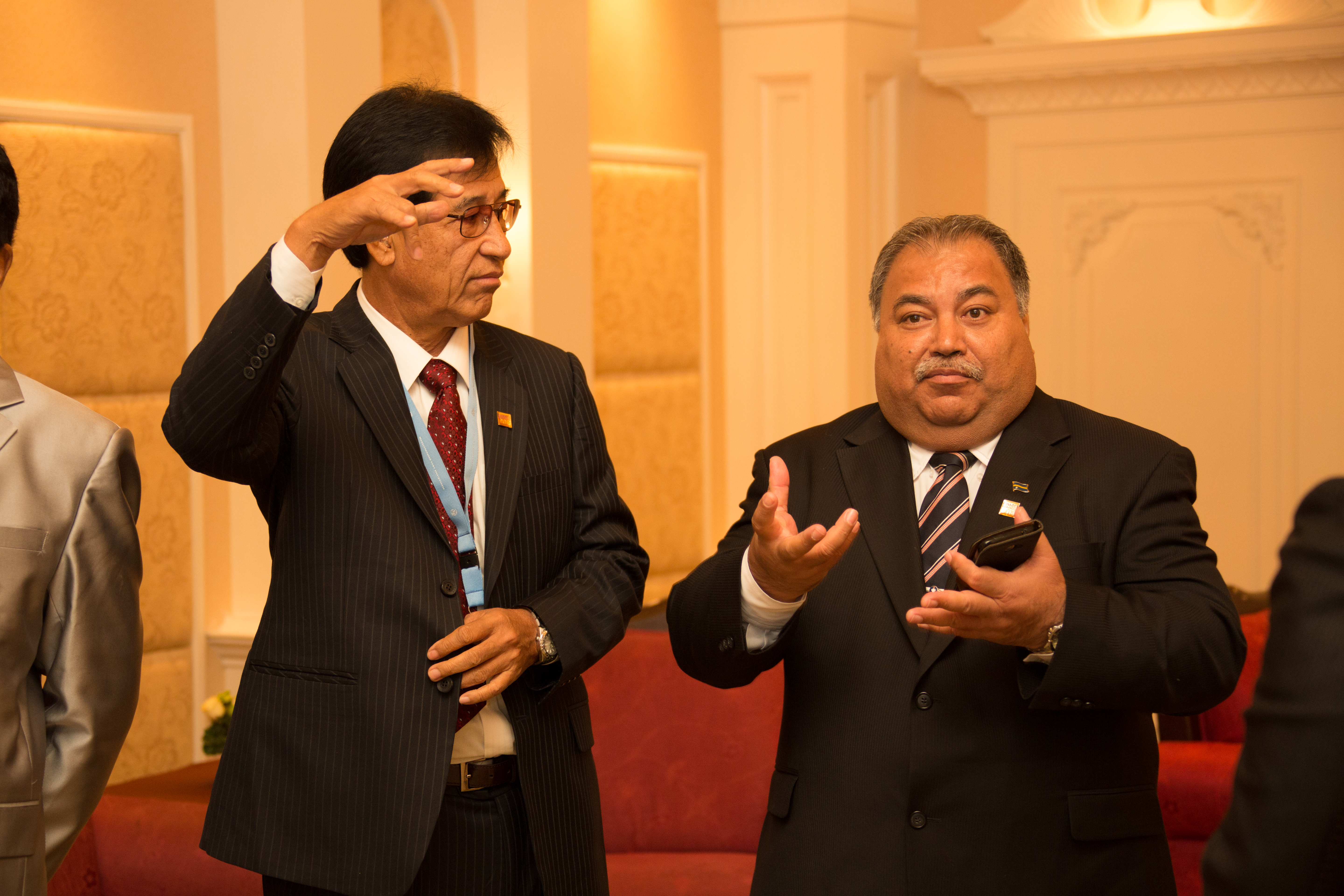
ミクロネシア連邦のマニー・モリ大統領と写るバロン・ワカ